# 우옹비
우옹비시(베트남어: Thành phố Uông Bí / 城舖汪秘)은 베트남 동북부 지방 꽝닌성 도시이다. 2011년 시점에서 인구는 약 17만 명, 면적은 240km2이다. 2011년 2월 25일 우옹비 시사에서 시(타인포)로 승격했다.

## 역사
1961년 10월 28일, 우옹비 마을이 공식적으로 설립되었다. 건설과 개발 과정에서 우옹비는 큰 발전을 이루었다.
2008년 2월 1일, 건설부는 우옹비 시사를 꽝닌성 직속 3급 시로 승격했다.
2011년 2월 25일, 정부는 꽝닌성에서 우옹비를 시(타인포)로 승격시켰다.
2013년 11월 28일, 총리는 우옹비 시를 꽝닌성의 2급 도시로 승격시켰다.

## 지리
우옹비는 수도 하노이에서 130km, 하이즈엉시에서 60km, 하이퐁시 중심에서 30km, 할롱과 꽝닌성에서 45km 떨어져 있다. 물품 교환과 소비를 위한 편리한 도로, 철도와 수로운송 네트워크를 갖추고 있다.
우홍비시는 꽝닌성 서쪽에 위치한 도시로 각각 다음에 접경한다.
- 북쪽 : 룩응안 현 (박장성)
- 남쪽 : 투이 응우옌 현 (하이퐁시)
- 동쪽 : 호아인보 현과 꽝옌 시사 (꽝닌성)와 경계
- 서쪽 : 동찌에우와 접경 (꽝닌성)

## 행정구역
우옹비시는 9개의 방(坊)과 2개의 사(社)로 구성되어 있다.

### 방
- 박선 (Bắc Sơn / 北山)
- 남케 (Nam Khê / 南溪)
- 프엉동 (Phương Đông / 方東)
- 프엉남 (Phương Nam / 方南)
- 꽝쭝 (Quang Trung / 光中)
- 타인선 (Thanh Sơn / 靑山)
- 쩡브엉 (Trưng Vương / 征王)
- 방다인 (Vàng Danh / 橫爭)
- 옌타인 (Yên Thanh / 安靑)

- 디엔꽁 (Điền Công / 田功)
- 트엉옌꽁 (Thượng Yên Công / 上安功)

## 기후
우옹비는 동찌에우와 몽까이 사이에 위치해 있다. 지리적 위치와 지형은 북쪽에는 높은 산이 많이 있고, 남쪽으로 내려가면서 다양하고 복잡한 기후 체제가 우옹비를 만든다. 산악 기후는 양쪽 모두 해안 기후에 속한다.
384m 높이의 빈후롱 산은 엔투 산과 바오다이 산 사이에 위치해 있다. 길고 좁은 계곡과 낮은 땅을 만들어 우옹비의 기후를 많은 하위 지역으로 나눈다. 특히, 18B 도로의 북쪽에 있는 높은 산은 추운 산악 기후와 온화한 강우량을 가지게 한다. 계곡 기후가 있는 18B 도로의 높은 산과 비가 더 적고, 더운 여름, 추운 겨울을 가진다. 산악 지대는 18B번 도로의 남쪽과 18A 도로의 북쪽 사이에 위치하고 있으며, 해안 지역에 있는 다박 강 하류에 이른다.
연간 평균기온은 22.2°C이며, 여름 평균기온은 22 ~ 30°C이며, 최고기온은 34 ~ 36°C에 이른다. 겨울 평균기온은 17 ~ 20°C로 최저기온은 7 ~ 12°C에 이른다. 일조시간은 여름철 평균 6 ~ 7시간/일에서 3~4시간/일이고, 평균 화창한 날은 24일이다. 연평균 상대 습도는 81%이며, 최저 상대 습도는 평균 50.8%이다.
연평균 강우량은 1,600mm이며, 최고 2,200mm까지도 내린다. 연간 강수량의 60%를 차지하는 6 ~8월에 비가 집중된다. 연중 평균 강수량은 133.3mm이고, 연평균 강수 일수는 153일이다.
일년 중 우세한 바람의 방향은 여름에 부는 동남풍이며, 겨울에는 동북풍이 불어 온다. 여름철에는 강풍과 폭우로 인한 폭풍의 영향을 받는 경우가 많다. 북쪽의 다른 지역, 도시와 마찬가지로, 우옹비도 직접 영향을 받는 폭풍이 연간 두세차례 있다.
우옹비의 기후는 경제 발전과 생활과 환경에 적합하다. 특히, 다양한 지형 덕분에 농업, 임업, 수산물의 생산과 관광 자원 개발에 적합한 다양한 기후대가 조성되어 있다.
| 우옹비시의 기후                     | 우옹비시의 기후 | 우옹비시의 기후 | 우옹비시의 기후 | 우옹비시의 기후 | 우옹비시의 기후 | 우옹비시의 기후 | 우옹비시의 기후 | 우옹비시의 기후 | 우옹비시의 기후 | 우옹비시의 기후 | 우옹비시의 기후 | 우옹비시의 기후 | 우옹비시의 기후 |
| 월                                  | 1월             | 2월             | 3월             | 4월             | 5월             | 6월             | 7월             | 8월             | 9월             | 10월            | 11월            | 12월            | 연간            |
| ----------------------------------- | --------------- | --------------- | --------------- | --------------- | --------------- | --------------- | --------------- | --------------- | --------------- | --------------- | --------------- | --------------- | --------------- |
| 역대 최고 기온 °C (°F)              | 30.8 (87.4)     | 29.0 (84.2)     | 33.6 (92.5)     | 35.2 (95.4)     | 37.0 (98.6)     | 37.9 (100.2)    | 37.8 (100.0)    | 36.5 (97.7)     | 35.4 (95.7)     | 34.9 (94.8)     | 31.7 (89.1)     | 32.1 (89.8)     | 37.9 (100.2)    |
| 일평균 최고 기온 °C (°F)            | 20.3 (68.5)     | 20.6 (69.1)     | 22.8 (73.0)     | 26.6 (79.9)     | 30.5 (86.9)     | 31.9 (89.4)     | 32.0 (89.6)     | 31.6 (88.9)     | 30.9 (87.6)     | 29.0 (84.2)     | 26.1 (79.0)     | 22.6 (72.7)     | 27.1 (80.8)     |
| 일일 평균 기온 °C (°F)              | 16.7 (62.1)     | 17.5 (63.5)     | 20.1 (68.2)     | 23.7 (74.7)     | 27.1 (80.8)     | 28.6 (83.5)     | 28.8 (83.8)     | 28.2 (82.8)     | 27.1 (80.8)     | 24.7 (76.5)     | 21.3 (70.3)     | 18.0 (64.4)     | 23.5 (74.3)     |
| 일평균 최저 기온 °C (°F)            | 14.2 (57.6)     | 15.5 (59.9)     | 18.2 (64.8)     | 21.6 (70.9)     | 24.5 (76.1)     | 25.9 (78.6)     | 26.1 (79.0)     | 25.7 (78.3)     | 24.3 (75.7)     | 21.6 (70.9)     | 17.9 (64.2)     | 14.7 (58.5)     | 20.8 (69.4)     |
| 역대 최저 기온 °C (°F)              | 3.3 (37.9)      | 5.4 (41.7)      | 6.1 (43.0)      | 11.4 (52.5)     | 16.6 (61.9)     | 19.6 (67.3)     | 21.9 (71.4)     | 21.6 (70.9)     | 16.7 (62.1)     | 12.7 (54.9)     | 6.7 (44.1)      | 1.1 (34.0)      | 1.1 (34.0)      |
| 평균 강수량 mm (인치)               | 21 (0.8)        | 24 (0.9)        | 44 (1.7)        | 96 (3.8)        | 193 (7.6)       | 272 (10.7)      | 292 (11.5)      | 362 (14.3)      | 233 (9.2)       | 115 (4.5)       | 27 (1.1)        | 17 (0.7)        | 1,696 (66.8)    |
| 평균 강수일수                       | 7.1             | 9.9             | 13.4            | 12.2            | 13.1            | 15.6            | 16.1            | 18.7            | 14.2            | 9.6             | 5.1             | 4.2             | 139.2           |
| 평균 상대 습도 (%)                  | 79.4            | 82.6            | 85.8            | 85.9            | 83.2            | 83.4            | 83.6            | 85.8            | 83.1            | 79.0            | 75.8            | 75.3            | 81.9            |
| 평균 월간 일조시간                  | 74              | 60              | 38              | 84              | 148             | 210             | 219             | 235             | 239             | 232             | 197             | 183             | 1,920           |
| 출처: V베트남 과학 기술 양성 연구소 |                 |                 |                 |                 |                 |                 |                 |                 |                 |                 |                 |                 |                 |